# Monitoramento ambiental

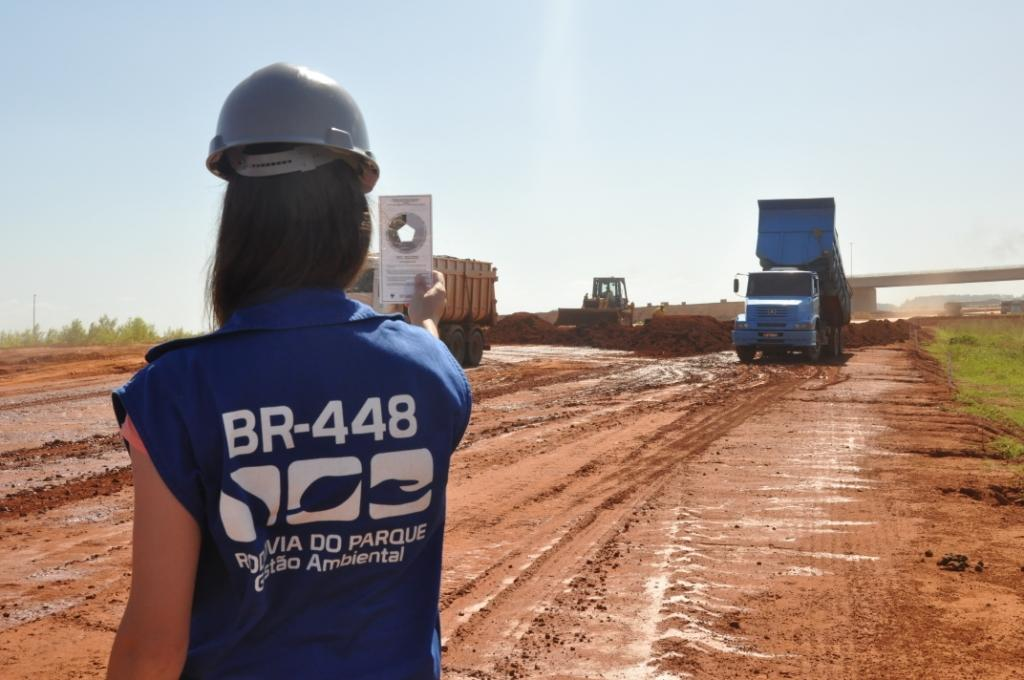
Técnica avalia a emissão de poluentes utilizando uma escala de Ringelmann durante as obras de pavimentação da rodovia BR-448, no Rio Grande do Sul.

Monitoramento ambiental (português brasileiro) ou Monitorização Ambiental (português europeu) consiste num conjunto de observações e medições de parâmetros ambientais, de modo contínuo ou frequente, podendo ser usado para controlo ou alarme.

## Microescala
A monitorização será em micro escala quando se pretende monitorizar e acompanhar um ou vários parâmetros localizados num contexto geográfico pequeno e limitado, tal como o controlo de emissões gasosas à saída de uma fábrica.
Em termos de micro escala, a monitorização ambiental é, geralmente, usada para controlo de emissões poluentes, sejam elas gasosas ou líquidas. Através de medições frequentes, verifica-se a conformidade ou não com os requisitos legais e/ou operacionais.
As medições ambientais de micro escala podem ser desenvolvidas no âmbito do processo de licenciamento ambiental, por meio de condicionantes. Cada órgão ambiental é livre para estabelecer exigências e métodos que devem ser aplicados às medições, sob pena de serem desconsideradas.

## Macroescala
É considerada em macroescala nos casos de uma área geográfica vasta, como o controlo da qualidade das águas de um lago, ou a evolução de um determinado equilíbrio entre espécies numa zona protegida.
A monitorização ambiental no quadro de uma gestão equilibrada e adaptativa permite avaliar se a evolução decorre de modo equilibrado, para que se possa corrigir situações de potencial risco ou desequilíbrio.
Assim, ao fornecer informações sobre o estado do ambiente, quer sejam relativamente a um dado momento ou referentes a sua evolução com o tempo, torna-se um importante instrumento para tomadas de decisão no âmbito do desenvolvimento sustentável.

## Geoprocessamento no Monitoramento Ambiental
As geotecnologias, como o geoprocessamento e o sensoriamento remoto, desempenham um papel crucial na monitorização das atividades humanas e de seus impactos ambientais. O geoprocessamento, abrangendo diversas técnicas e conceitos de cartografia, sensoriamento remoto e Sistemas de Informações Geográficas (SIG), torna-se fundamental nesse contexto.
A implementação de um Sistema de Informações Geográficas (SIG) se destaca como uma ferramenta essencial para o controle e monitoramento ambiental. Além de armazenar imagens e dados, o SIG permite a integração dessas informações, proporcionando uma visão abrangente e precisa da área em estudo. Essas tecnologias também se mostram promissoras no gerenciamento e monitoramento ambiental, especialmente na análise da incidência e quantificação de áreas afetadas por incêndios.
O termo "geomonitoramento" refere-se a uma prática com diversas aplicações, incluindo, mas não se limitando a:
a) Atualização constante da base cartográfica e do banco de dados da empresa, abrangendo aspectos como retalhamento e infraestrutura.
b) Apoio a grupos envolvidos na proteção florestal, por meio da identificação e mapeamento de áreas com risco de incêndios, ataques de pragas, doenças, entre outros.
c) Acompanhamento da situação de áreas de preservação permanente e reservas legais.
d) Avaliação da disponibilidade de matéria-prima em áreas pertencentes a terceiros.
O geomonitoramento tem a capacidade de organizar uma ampla variedade de informações relacionadas a um local específico, abrangendo dados sobre recursos hídricos, características do solo, distribuição de recursos biológicos (fauna e flora) e até mesmo a presença e distribuição de recursos minerais. 